# Before We Ruled the Earth
Before We Ruled the Earth è una miniserie televisiva andata in onda il 9 febbraio 2003 su Discovery Channel. Il programma narra la storia evolutiva dei nostri antenati e delle precoci sfide che hanno dovuto affrontare migliaia di anni fa.

## Episodi

### 1 – Cacciatori o prede
- Africa, Europa
- 1,700,000/300,000/ 40.000 anni fa, Pleistocene

Questo episodio mostra come i nostri antenati furono le prede di un feroce felino dai denti a sciabola chiamato Megantereon, che viene e raffigurato mentre dà la caccia ed uccide un Anciloterio e lasciando al mattino solo i resti della sua carcassa, ed in quel momento i nostri antenati tentano di rubare i resti della sua preda, ma vengono scoperti ed uccide uno del gruppo. Successivamente viene mostrato di come hanno scoperto ed utilizzato strumenti adatti per sopravvivere come pietra affilata. Poi lo spettacolo ci fa mostrare come si sono evoluti divenendo più intelligenti, che sono riusciti a ribaltare la situazione a loro vantaggio sulle bestie. Animali presenti nel'episodio
- Megantereon
- Anciloterio
- Megacero
- Bisonte delle Steppe
- Homo ergaster
- Homo erectus
- Homo neanderthalensis

### 2 – Padroneggiando le Bestie
- Europa, Beringia, Nord America
- 40.000/11,500/11,200/10.000 anni fa, Pleistocene

Si svolge durante l'era glaciale, che mostra come i Cro-Magnon e nostri antenati sono diventati la specie dominante dando la caccia a diversi animali come il Mammut Lanoso, l'Alce irlandese e Bisonti. Però essi sono minacciati dai giganteschi Orsi delle caverne e dai Lupi. Infine accadde una tragedia infatti con la scomparsa della tundra i nostri antenati dovevano adattarsi al cambiamento climatico, durante l'ultima era glaciale ... dalla quale poche di quelle bestie giganti sono sopravvissute, anche se molti della loro specie si è estinta.
Animali presenti nel'episodio
- Mammut Lanoso
- Alce irlandese
- Bisonte
- Megalonyx jeffersoni
- Uro
- Orso delle caverne
- Smilodonte
- Lupo della Tundra
- Homo sapiens
- Cro-Magnon
- Paleo-Indian